# Gewässerschadenhaftpflichtversicherung
Die Gewässerschadenhaftpflichtversicherung (bei Privatkunden auch Heizöltank-Haftpflichtversicherung genannt) schützt den Besitzer eines Heizöltanks oder einer anderen Anlage mit wassergefährdenden Stoffen vor den finanziellen Folgen, falls er auf Grund gesetzlicher Haftpflichtbestimmungen als Inhaber eines Heizöltanks oder einer anderen Anlage mit wassergefährdenden Stoffen aus Schäden an Gewässern auf Schadenersatz in Anspruch genommen wird.

## Haftpflicht
Haftpflicht ist die Verpflichtung zum Schadenersatz gegenüber Dritten. Nach den gesetzlichen Bestimmungen, z. B. § 89 Abs. 2 Wasserhaushaltsgesetz (WHG),  muss jeder für den Schaden in unbegrenzter Höhe einstehen, den er schuldhaft (d. h. fahrlässig) oder ohne eigenes Verschulden (Gefährdungshaftung) verursacht hat. So hat der Inhaber einer Anlage mit wassergefährdenden Stoffen auch für Schäden Dritter aufzukommen, die verschuldensunabhängig z. B. durch auslaufendes Heizöl entstanden sind.

## Versicherungsleistung
Die Leistung der Versicherung besteht darin, dass sie prüft, ob der Versicherungsnehmer für den entstandenen Schaden verantwortlich ist (passiver Rechtsschutz), die berechtigten Forderungen zu erfüllen und die unberechtigten Forderungen abzuwehren, notfalls auch vor Gericht.
Die maximale Entschädigung richtet sich nach der vereinbarten Deckungssumme, die bei mehreren Schäden in einem Versicherungsjahr auf das Doppelte begrenzt ist.

## Zielgruppen für eine Gewässerschadenhaftpflichtversicherung
Versichert ist der Inhaber der Anlage mit wassergefährdenden Stoffen (s. o.) als natürliche und/oder juristische Person. Versichert sind auch alle Personen, die in seinem Auftrag im Rahmen eines Arbeitsvertrages Tätigkeiten (Reinigung, Verwaltung, Betreuung) an der Anlage verrichten. Zielgruppen für eine Gewässerschadenhaftpflichtversicherung können unterschiedliche Personengruppen und Unternehmen sein, die mit Gefahrstoffen und wassergefährdenden Stoffen umgehen:
- Immobilienbesitzer
- Privatpersonen
- Unternehmen mit eigenen Tankanlagen
- Transportunternehmen
- Unternehmen in der Entsorgungsbranche
- Landwirtschaftliche Betriebe
- Chemische Industrie
- Bauunternehmen
- Schifffahrtsindustrie
- Tankwagenbetreiber

## Schadenarten
Personenschäden sind Schadenereignisse, die den Tod, eine Verletzung oder eine Gesundheitsschädigung von Menschen zur Folge hatten. Von Sachschäden spricht man, wenn diese (Sachen) beschädigt, zerstört oder vernichtet wurden.
Unter die Personenschäden fallen u. a. Heilbehandlungskosten, Krankenhauskosten, Kosten für eine Haushaltshilfe und Schmerzensgeld.
Unter die Sachschäden fallen u. a. Reparaturkosten, Wiederbeschaffungskosten, Renovierungskosten und Wertverlust. Entschädigt wird stets auf Zeitwertbasis, weil der Schädiger nur verpflichtet ist, den Zustand wiederherzustellen, der bestehen würde, wenn der Schaden nicht eingetreten wäre.
Auch Vermögensschäden werden ersetzt: Verdienstausfall, Nutzungsausfall, Gewinnminderung oder -ausfall.
Mitversichert sind weiterhin Rettungskosten. Diese sind Aufwendungen, auch erfolglose, die der Versicherte zur Abwendung oder Minderung eines drohenden Schadens für geboten halten durfte. Unter die Rettungskosten fallen auch Aufwendungen, die zur Wiederherstellung des Zustandes von Grundstücks- und Gebäudebestandteilen erforderlich sind.

## Schadensfälle
- Heizöl tritt aus undichten Leitungen aus.
- Rohrleitungen brechen, weil sich der Boden senkt.
- Der Tank rostet durch und Öl tritt aus.
- Die Folge sind z. B. Kosten für die Reinigung von verschmutzten Gewässern, Kosten für das Ausbaggern, Abfahren und Verbrennen kontaminierten Erdreichs, Gutachterkosten.

## Versicherungsbedingungen
1. Allgemeine Versicherungsbedingungen für die Haftpflichtversicherung (AHB)
2. Sonderbedingungen für die Gewässerschadenhaftpflichtversicherung oder
3. Sonderbedingungen für die Heizöltank-Haftpflichtversicherung
4. Klauseln und individuelle Vereinbarungen